# Daniel Graf (Biathlet)
Daniel Graf (* 7. September 1981 in Gräfenroda) ist ein ehemaliger deutscher Biathlet.

## Leben
Graf war acht Jahre Teil der deutschen Biathlon-Nationalmannschaft. Sein Heimatverein war zu Beginn seiner Karriere der
SV Eintracht Frankenhain. Nach der Saison 2008/09 wechselte er zum TSV Siegsdorf. Er wurde zweimal Juniorenweltmeister mit der Staffel und belegte zweimal den dritten Platz im Sprint sowie einmal in der Staffel. Sein bisher bestes Weltcupresultat war ein 2. Platz.
Ursprünglich sollte Graf, der von den Kollegen „Gräffix“ genannt wird, in der Saison 2007/2008 nur im Europacup starten, wurde dann aber als Ersatz für den erkrankten Andreas Birnbacher in den Weltcup-Kader beordert. Dort rechtfertigte er das von Bundestrainer Frank Ullrich in ihn gesetzte Vertrauen und holte unter anderem einen fünften Platz in Kontiolahti und einen dritten Platz in Hochfilzen, wo er im Verfolgungsrennen von Startposition 14 aufs Podest lief. Dadurch bekam er einen Stammplatz im deutschen Nationalteam.
Am 9. März 2008 erreichte er in Khanty-Mansijsk/RUS mit dem 2. Platz im Massenstart sein bestes Ergebnis und schaffte ebenfalls im Massenstart beim Saisonabschlussrennen in Oslo mit Platz 10 noch eine Top-Ten-Platzierung.
Am 10. Mai 2012 erklärte der 7-fache Deutsche Meister seinen Rücktritt vom Profisport.

## Statistik

### Biathlon-Weltcup-Platzierungen
Die Tabelle zeigt alle Platzierungen (je nach Austragungsjahr einschließlich Olympische Spiele und Weltmeisterschaften).
- 1.–3. Platz: Anzahl der Podiumsplatzierungen
- Top 10: Anzahl der Platzierungen unter den ersten zehn (einschließlich Podium)
- Punkteränge: Anzahl der Platzierungen innerhalb der Punkteränge (einschließlich Podium und Top 10)
- Starts: Anzahl gelaufener Rennen in der jeweiligen Disziplin

| Platzierung                           | Einzel | Sprint | Verfolgung | Massenstart | Staffel | Gesamt |
| ------------------------------------- | ------ | ------ | ---------- | ----------- | ------- | ------ |
| 1. Platz                              |        |        |            |             |         |        |
| 2. Platz                              |        |        |            | 1           | 1       | 2      |
| 3. Platz                              |        |        | 1          |             | 2       | 3      |
| Top 10                                | 1      | 6      | 3          | 2           | 4       | 16     |
| Punkteränge                           | 5      | 15     | 14         | 8           | 5       | 47     |
| Starts                                | 10     | 33     | 26         | 8           | 5       | 82     |
| Stand: nach Ende der Saison 2008/2009 |        |        |            |             |         |        |

### Saison 2009/2010
| Biathlon IBU-Cup IBU-Cup 2009/10 | Einzelwettbewerbe | Einzelwettbewerbe | Einzelwettbewerbe | Einzelwettbewerbe |
| Biathlon IBU-Cup IBU-Cup 2009/10 | Sprint            | Verfolgung        | Einzel            | 2. Sprint         |
| -------------------------------- | ----------------- | ----------------- | ----------------- | ----------------- |
| Idre                             | 3.                | -                 | -                 | 7.                |
| Ridnaun                          | 6.                | -                 | 3.                | -                 |
| Obertilliach                     | 1.                | 1.                | -                 | -                 |
| Altenberg                        | 40.               | 5.                | -                 | -                 |
| Nové Město                       | 2.                | –                 | 3.                | –                 |
| Haute-Maurienne                  | 27.               | 17.               | -                 | -                 |
| Martell                          | 17.               | 11.               | -                 | -                 |
| Pokljuka                         | 14.               | 11.               | –                 | 1.                |